# 圣热涅奥梅尔 (科雷兹省)
圣热涅奥梅尔是法国科雷兹省的一个市镇，属于蒂勒区（Tulle）圣普里瓦县（Saint-Privat）。该市镇总面积15.83平方公里，2009年时的人口为90人。

## 人口
圣热涅奥梅尔（Saint-Geniez-ô-Merle）人口变化图示